# Universidade de Giessen
A Universidade de Giessen foi fundada em 1607 pelo conde Luís V de Hesse-Darmstadt como „Academia Gissena“ e foi, por isso, conhecida como Universidade Ludwig ou Ludoviciana até 1945. Depois da segunda guerra mundial, houve uma refundação da universidade que passou a ter o nome de seu mais conhecido cientista Justus Liebig, passando a chamar-se Universidade Justus Liebig de Giessen (Justus-Liebig-Universität Gießen), isso a partir de 1957. A Universidade Justus Liebig é a segunda maior universidade da província alemã de Hessen.